# Valle della Morte di Bydgoszcz
La Valle della Morte (in polacco Dolina Śmierci) nei pressi di Bydgoszcz, in Polonia settentrionale, fu un luogo dove avvennero diversi omicidi di massa, commessi all'inizio della seconda guerra mondiale. Le unità Selbstschutz tedesche e la Gestapo assassinarono circa 1.200-1.400 persone tra polacchi ed ebrei nell'ottobre e novembre 1939, tutti gettati in una fossa comune.
Gli omicidi fecero parte dell'Aktion nazista finalizzata all'eliminazione dell'intellighenzia polacca nel Reichsgau Danzig-Westpreußen, compreso l'ex Voivodato della Pomerania, meglio noto come corridoio di Danzica. Fece parte di una più ampia operazione genocida che ebbe luogo in tutta la Polonia occupata dai tedeschi, dal nome in codice Operazione Tannenberg.

## Storia

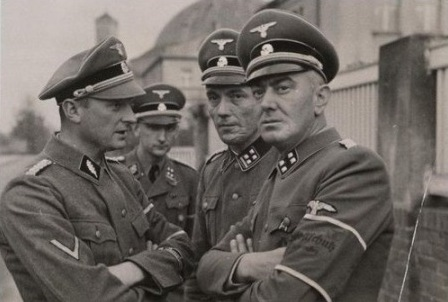
Comandanti dei battaglioni Selbstschutz a Bydgoszcz. Da sinistra: Ludolf von Alvensleben, Erich Spaarmann, Hans Kölzow.

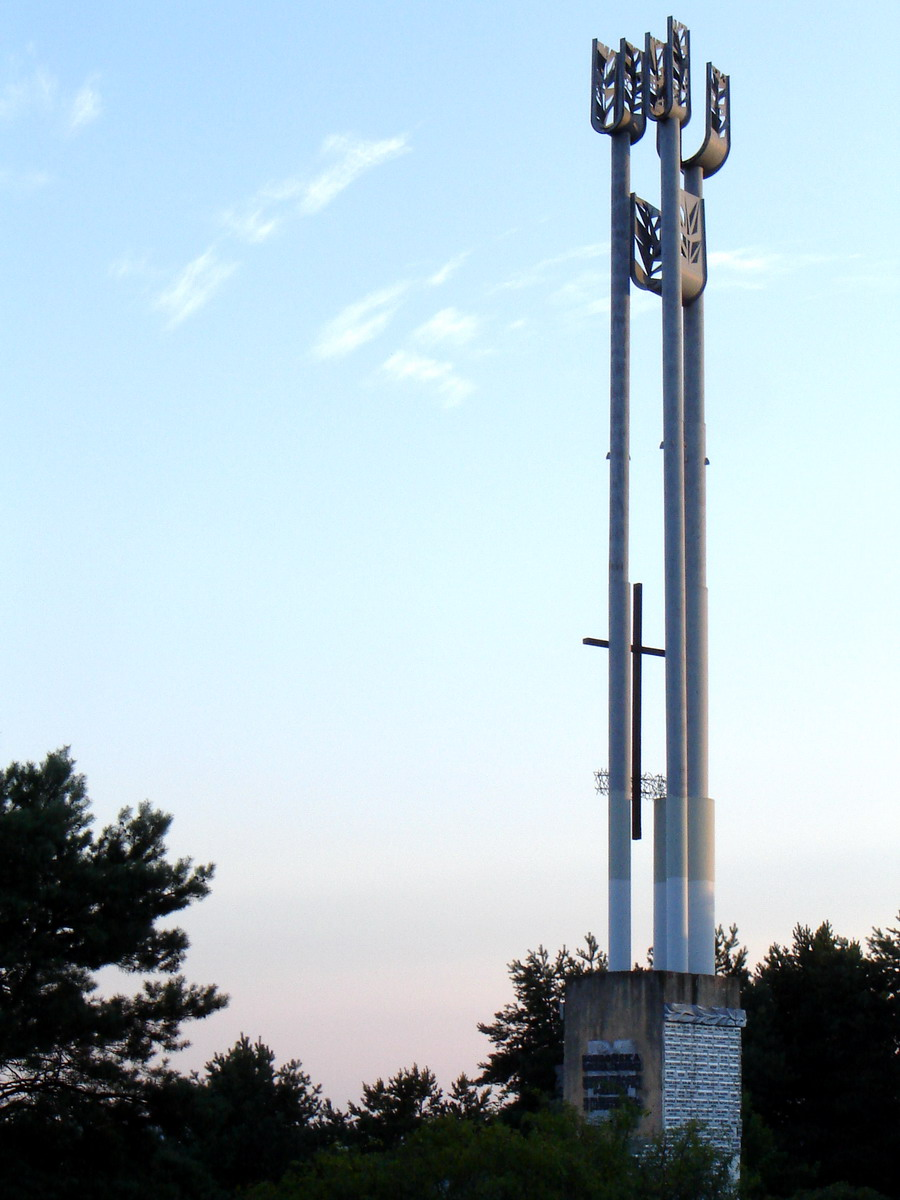
Memoriale per gli assassinati nella Valle della Morte.

Le vittime furono principalmente gli intellettuali polacchi: insegnanti, sacerdoti, impiegati, tutti elencati nel cosiddetto Sonderfahndungsbuch Polen, cioè l'elenco delle persone destinate a essere giustiziate redatto dai funzionari del Terzo Reich prima della seconda guerra mondiale, e in un altro elenco redatto dalla Gestapo durante la guerra.
Gli autori provenirono principalmente dai battaglioni Volksdeutscher Selbstschutz, una formazione paramilitare composta da uomini della minoranza tedesca in Polonia, nonché dall'unità Einsatzkommando 16 delle Einsatzgruppen al comando dello SS-Sturmbannführer Rudolf Tröger. Tra il settembre 1939 e l'aprile 1940 le unità Selbstschutz, insieme ad altre formazioni naziste, uccisero decine di migliaia di polacchi in Pomerania. 
Le indagini condotte indicano Ludolf von Alvensleben e Jakub Löllgen come i principali organizzatori dell'omicidio di massa. Gli altri tedeschi coinvolti furono: Erich Spaarmann, Meier, Schnugg, Rudolf Tröger, Baks e un certo numero di altri Volksdeutsche tra cui Wilhelm Neumann, Herbert Beitsch, Otto Erlichmann (all'epoca sindaco nazista di Fordon) e Walter Gassman. Gli altri luoghi dove si verificarono degli omicidi di massa nell'area di Bydgoszcz furono i villaggi di Tryszczyn e Borówno.